# Erebia loibli
Erebia loibli är en fjärilsart som beskrevs av Haig-thomas 1930. Erebia loibli ingår i släktet Erebia och familjen praktfjärilar. Inga underarter finns listade i Catalogue of Life.